# Desa Sine (administrativ by i Indonesien)
Desa Sine är en administrativ by i Indonesien.   Den ligger i provinsen Jawa Timur, i den västra delen av landet, 500 km öster om huvudstaden Jakarta.